# Schleierschwanz

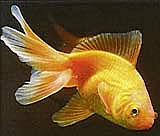
Schleierschwanz-Goldfisch rot

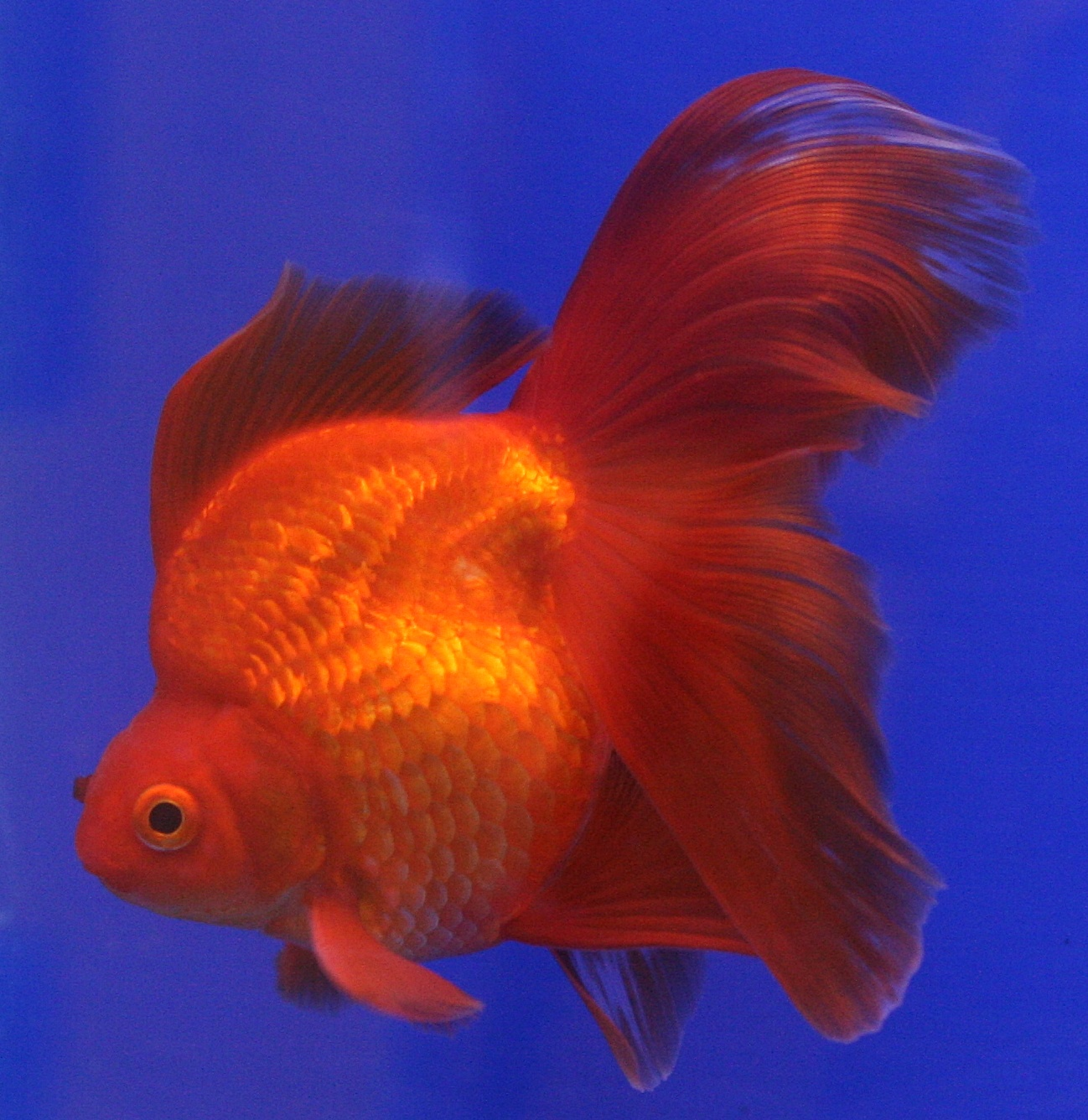
Ein Ryukin

Der Schleierschwanz ist eine Zuchtform des Goldfisches (Carassius gibelio forma auratus (Bloch, 1782)) (engl. "Veiltail").

## Herkunft
Wahrscheinlich im 15. oder 16. Jahrhundert wurden in China die ersten Goldfischformen mit geteilter Schwanzflosse gezüchtet. In China ist ihre Bezeichnung "Chi yu". Die Zuchtform mit einer geteilten Schwanzflosse, die in der Draufsicht dem chinesischen Schriftzeichen 文 („wén“) ähnelt, gilt als echter Schleierschwanz. Der "Veiltail" verdient aufgrund seines Aussehens, das der ursprünglichen Zuchtform noch am nächsten steht, am ehesten die Bezeichnung Schleierschwanz. Diese wenförmigen Fische waren auch die Ausgangsprodukte für den deutschen "Schleierschwanz" des späten 19. Jahrhunderts.
Schleierschwänze und deren Zuchtformen sind wegen ihres gedrungenen Körperbaus wesentlich wärmebedürftiger als die langgestreckten Arten seiner nächsten Verwandten. Sie sind im Allgemeinen empfindlicher gegenüber Verletzungen und daher für die aquaristische Haltung geeigneter als im Teich. Kälteperioden in Teichen überstehen diese Fische niemals ohne Probleme.

## Aussehen und Zuchtformen
Es gibt verschiedene als „Schleierschwanz“ bezeichnete Zuchtformen, z. B. den „echten“ Schleierschwanz (engl. „veiltail“) und den Fächerschwanz. Sehr bekannt ist auch der Ryukin (jap. 琉金 „Ryūkyū-Gold“ oder 琉錦 „Ryūkyū-Brokat“), der über die Ryūkyū-Inseln aus China nach Japan gelangte und dort sehr kultiviert wird.
Der Rücken dieses Fisches ist sehr hoch gekrümmt. Der Schleierschwanz hat doppelte Schwanzflossen, die eine Gesamtlänge von 15 cm erreichen können. In seinem Erscheinungsbild wirkt er breit.
Den Schleierschwanz gibt es in den Farben Rot, Orange, Weiß und Schwarz, zweifarbig gefleckt. Er kommt manchmal sogar dreifarbig gefleckt vor. Diese Goldfische haben einen kurzen, mehr oder weniger eiförmigen Körperbau. Gute Fische haben eine hohe, steife Rückenflosse, die sich am äußersten Rückenrand entlang bauscht.

## Der Fächerschwanz
Das Herkunftsland ist China, allerdings sind diese Fische im Westen weit verbreitet. Man bezeichnet sie als "eine westliche Form der Schleierschwänze". Das ist eine nicht dienliche Umschreibung; der Unterschied zum Veiltail-Schleierschwanz oder Ryukin besteht in der nicht schleierförmig herabhängenden, sondern gespreizt getragenen Schwanzflosse.
Erreichbare Größe: Mit mehr als 20 cm muss man bei entsprechenden Bedingungen rechnen; daher darf man sich nicht von der oft geringen Verkaufsgröße irreführen lassen.
Haltung: Eine relativ unkompliziert zu haltende Form, bisweilen als empfindlich gegen zu niedrige Temperaturen bezeichnet (nicht unter 13 °C). Diese Form ist bedingt für den Teich geeignet. Hier kommt es sehr auf die individuelle Konstitution des betreffenden Tieres an.

## Qualzucht und Tierschutz
Keine der Zuchtformen ist in Deutschland verboten. § 11b des Tierschutzgesetzes erhält Anwendung nur auf einzelne Exemplare, nicht auf bestimmte Zuchtformen.
Als Qualzuchten gelten Zuchtformen, die folgende Merkmale aufweisen:
- Deformationen des Skeletts
- Verlust von Flossen
- Künstliche Einfärbung
- Farbveränderungen durch genetische Manipulation

Bei den Veränderungen im Kopfbereich, die gezielt ausgezüchtet werden, handelt es sich nicht, wie vielfach behauptet wird, um krebsartige Tumore, sondern um Fettgewebe, das in Hungerzeiten auch rückbildbar ist.
Bei der Zuchtform "Pompon-Goldfisch" können die züchterisch geförderten Auswüchse der Nasententakel zu Problemen bei der Nahrungsaufnahme und im Sichtfeld führen. Bei Goldfischen der Zuchtform "Ranchu" (Löwenkopf) und "Oranda" können  Fettgewebsansammlungen im Kopfbereich eine Einschränkung des Blickfelds der Fische oder bei totaler Überwucherung des Auges sogar ein völliges Erblinden bewirken. Hier ist auf gute züchterische Selektion zu achten.
Bei der Zuchtform "Himmelsgucker" ist die Ausrichtung der Augen so geändert, dass die Augen nach oben gerichtet sind und die Fische nur noch nach oben sehen können.
Die Zuchtform "Blasenauge" weist durch eine mit Flüssigkeit gefüllte ballonartige Ausstülpung unter dem Auge eine an den Augen nach oben gedrückte Form auf.